# カプールタラー

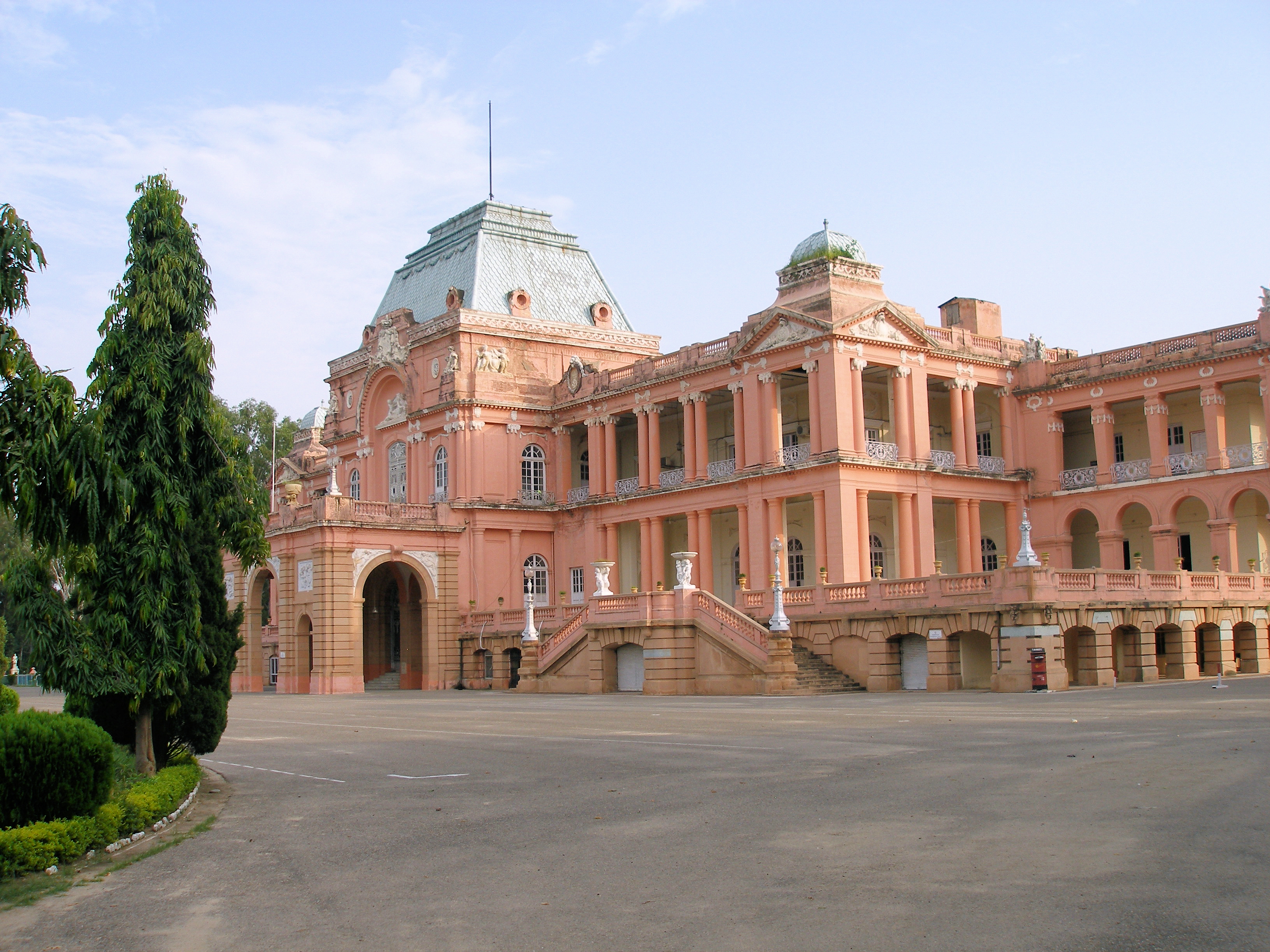
カプールターラー

カプールタラー（パンジャービー語：ਕਪੂਰਥਲਾ、Kapurthala）は、インドのパンジャーブ州、カプールタラー県の都市。

## 歴史
11世紀、カプールタラーが建設される。その後、ジャイサルメールと同系列のラージプートの支配に置かれた。
19世紀前半、第一次シク戦争ののち、カプールタラーの支配者はイギリス従属化の藩王国となった。
1857年、インド大反乱が勃発すると、カプールタラー藩王国はイギリスに味方し、反乱の鎮圧に尽力した。

##### Kapurthala Sainik School

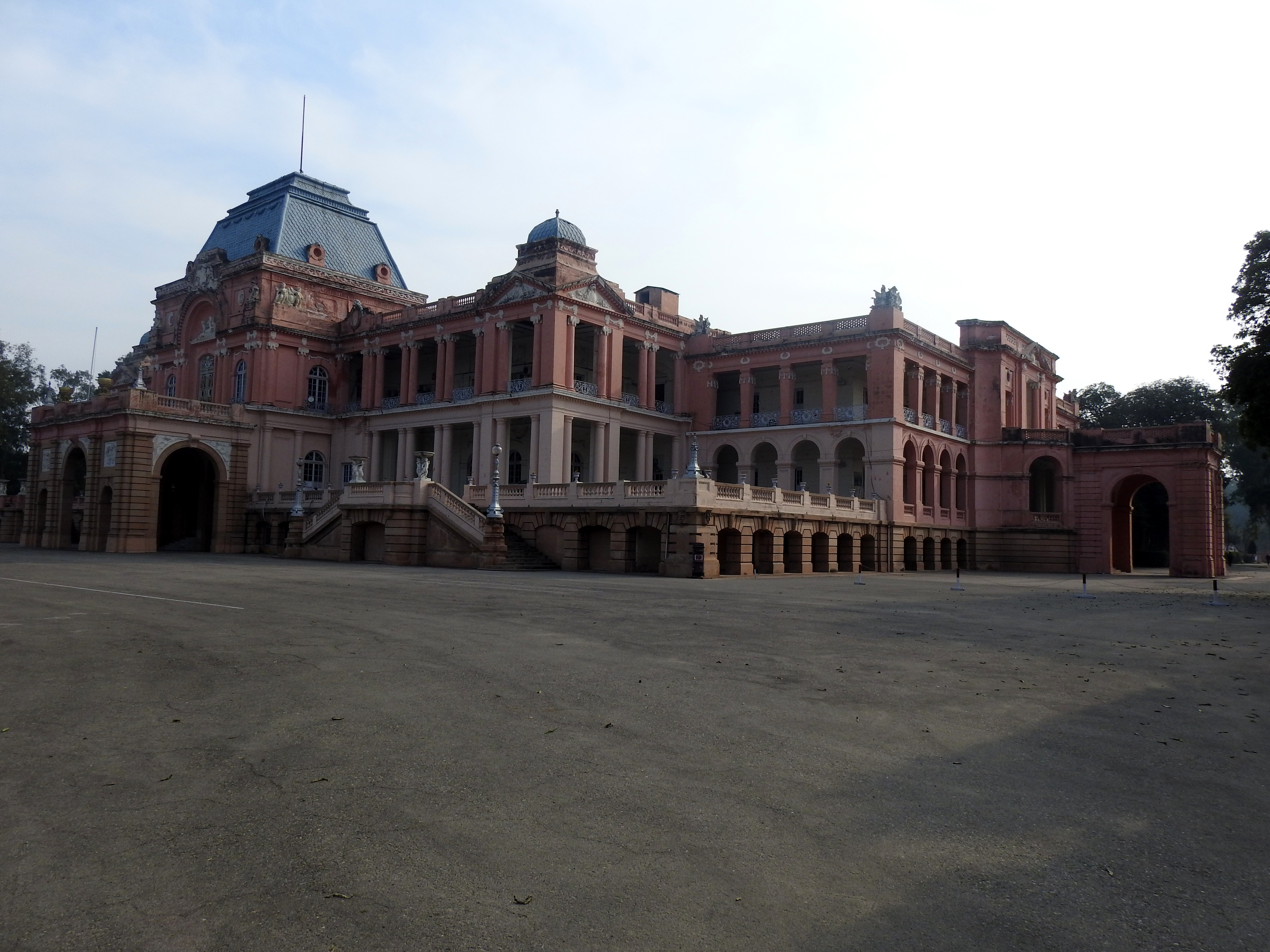
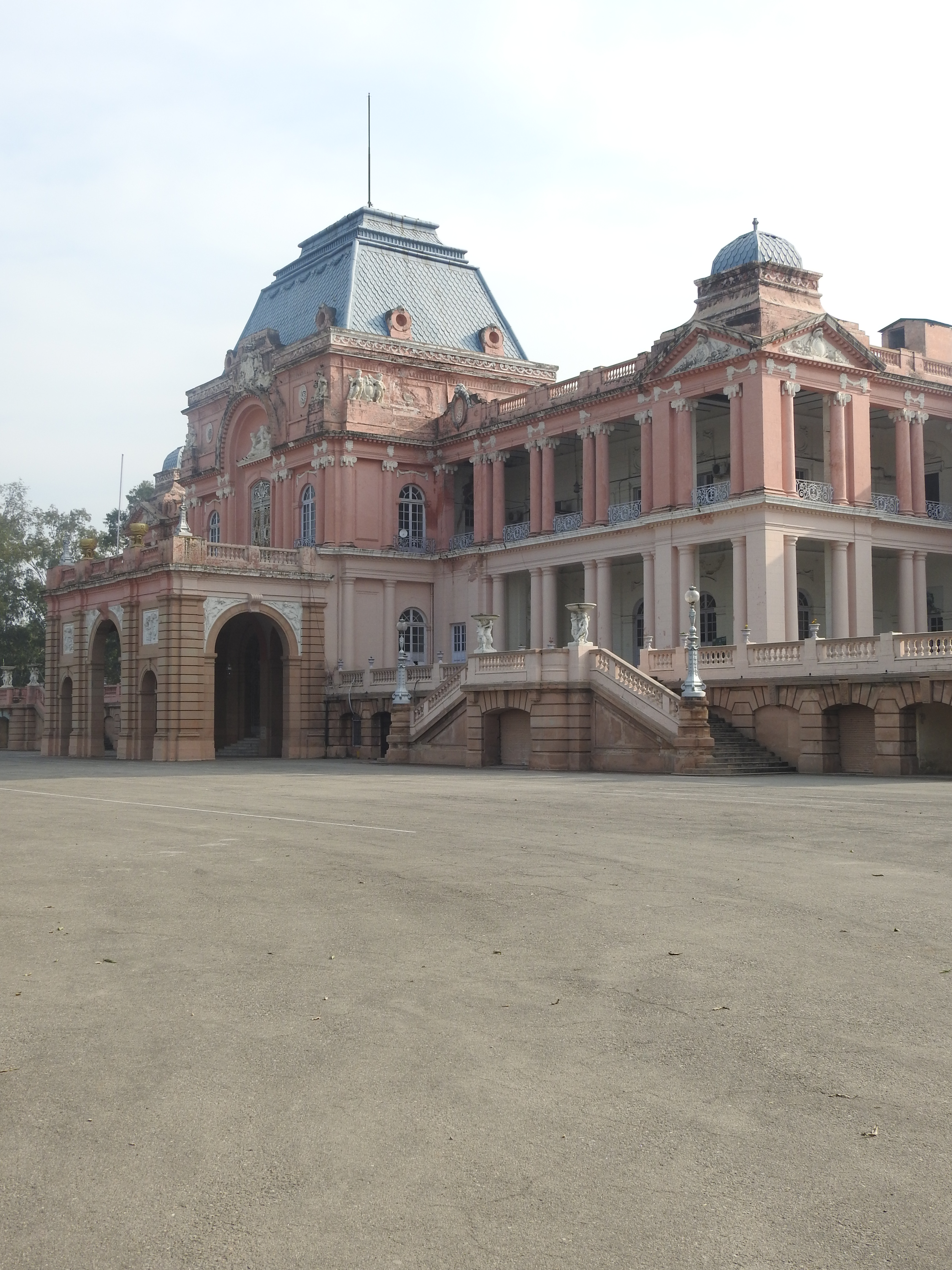
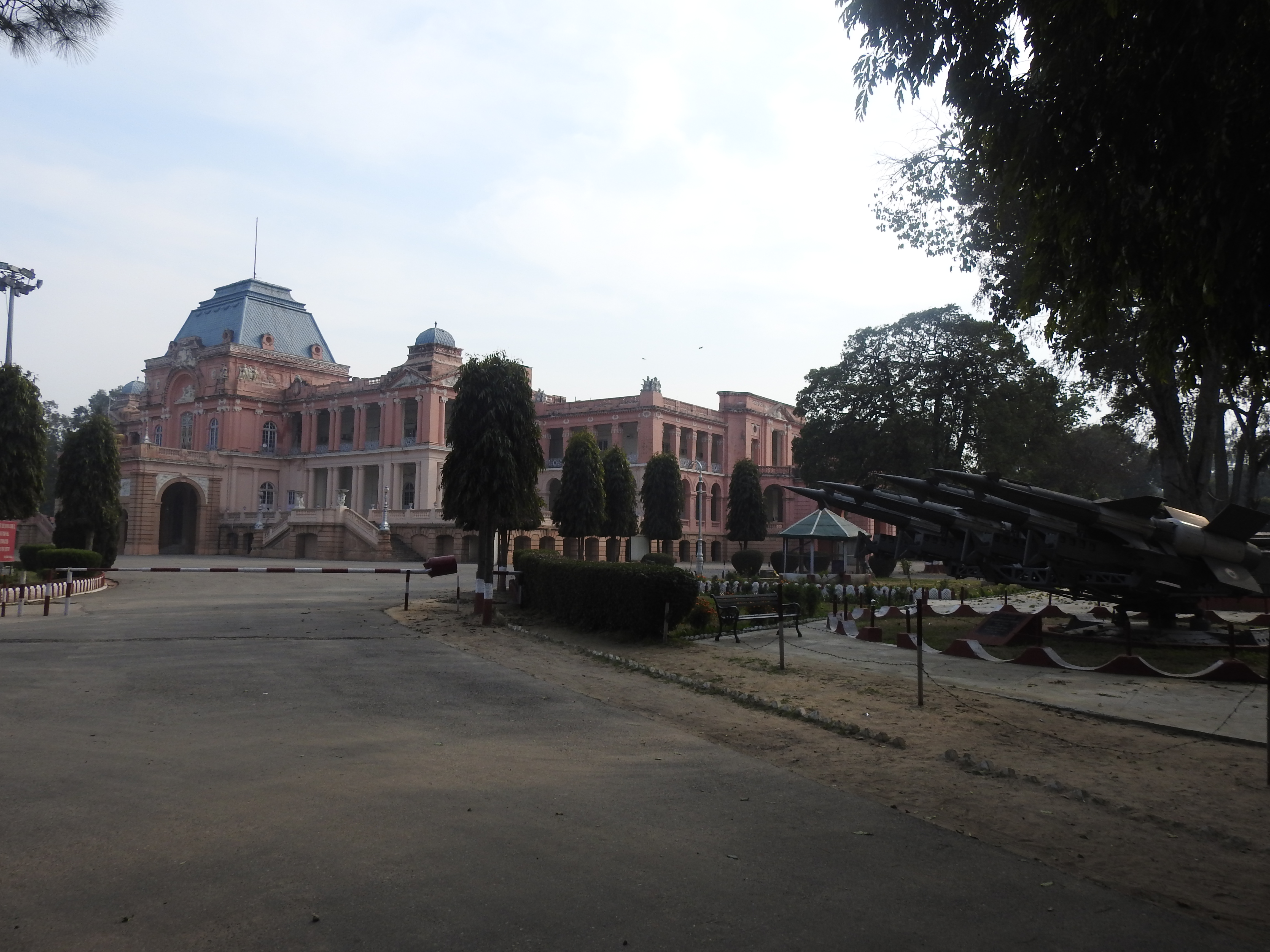
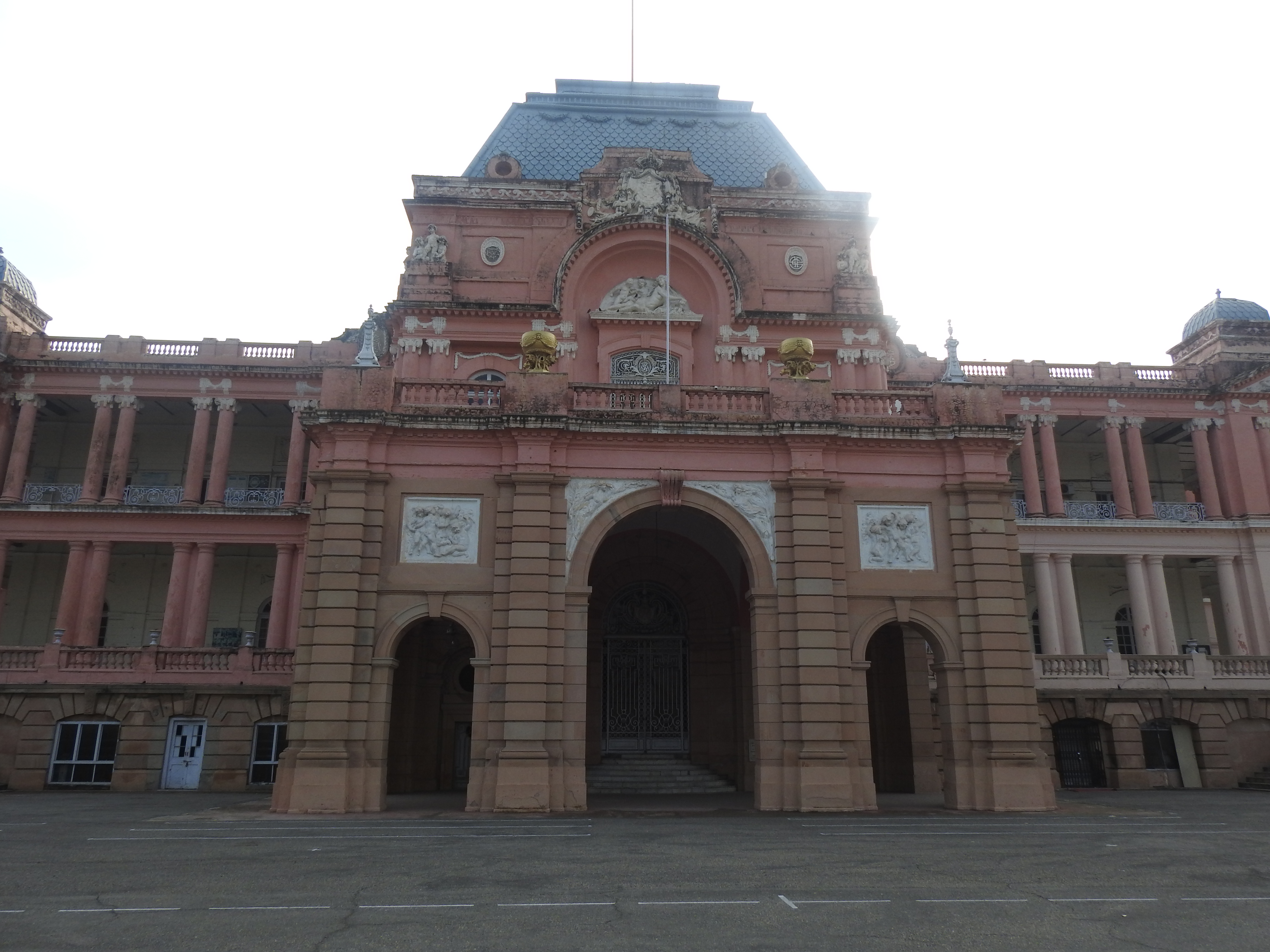
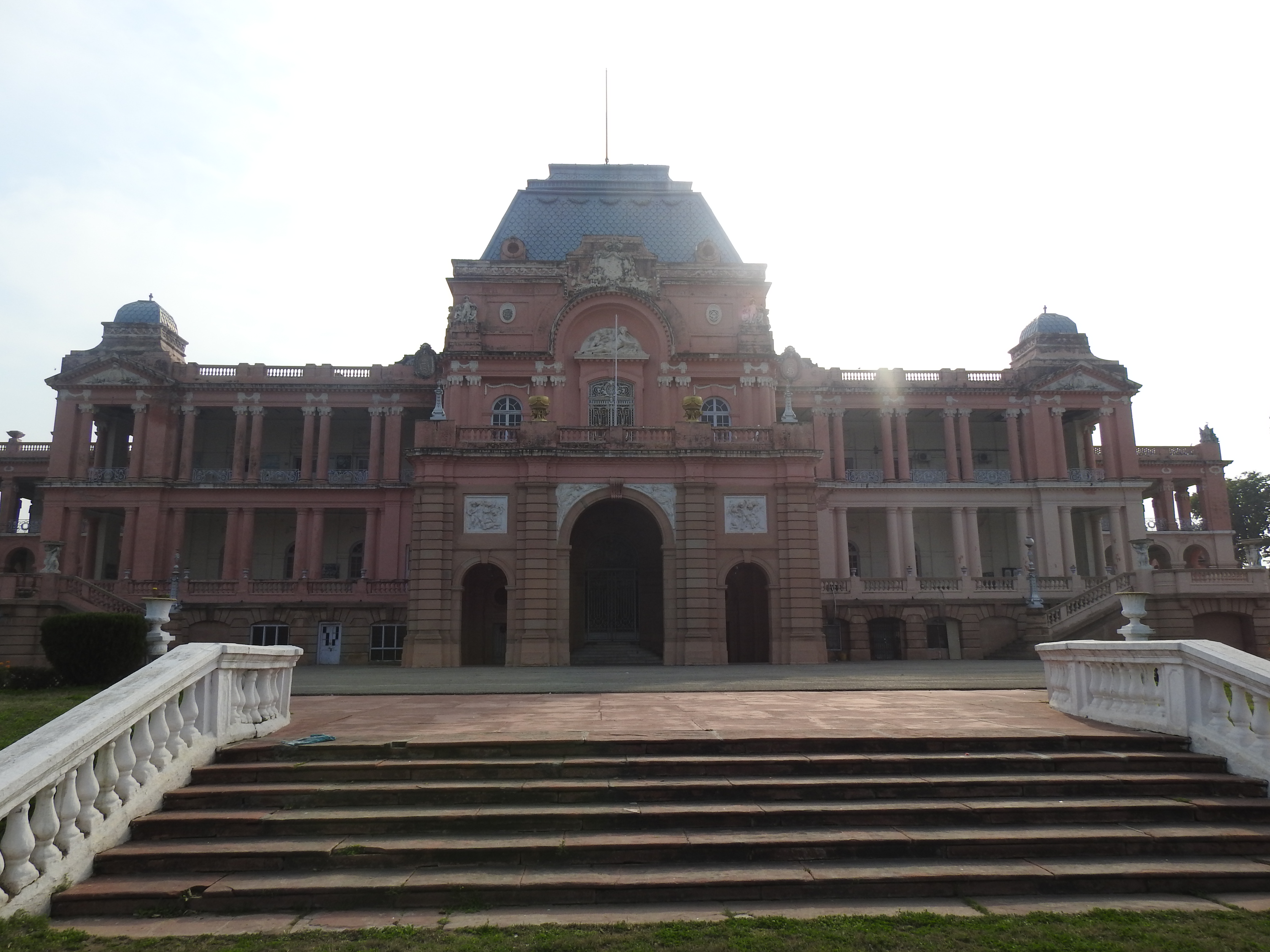
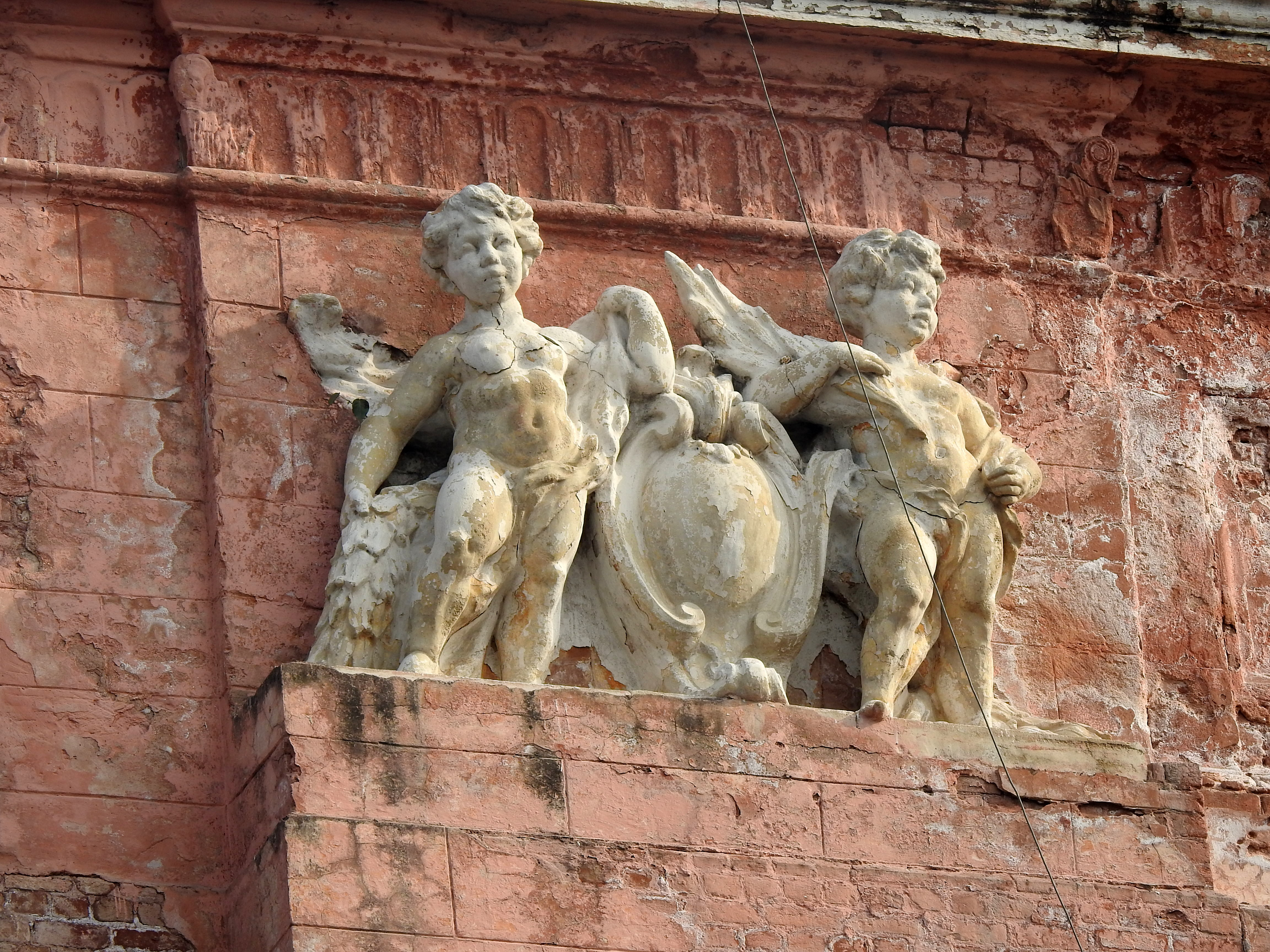

##### Guest house building of Kapurthala

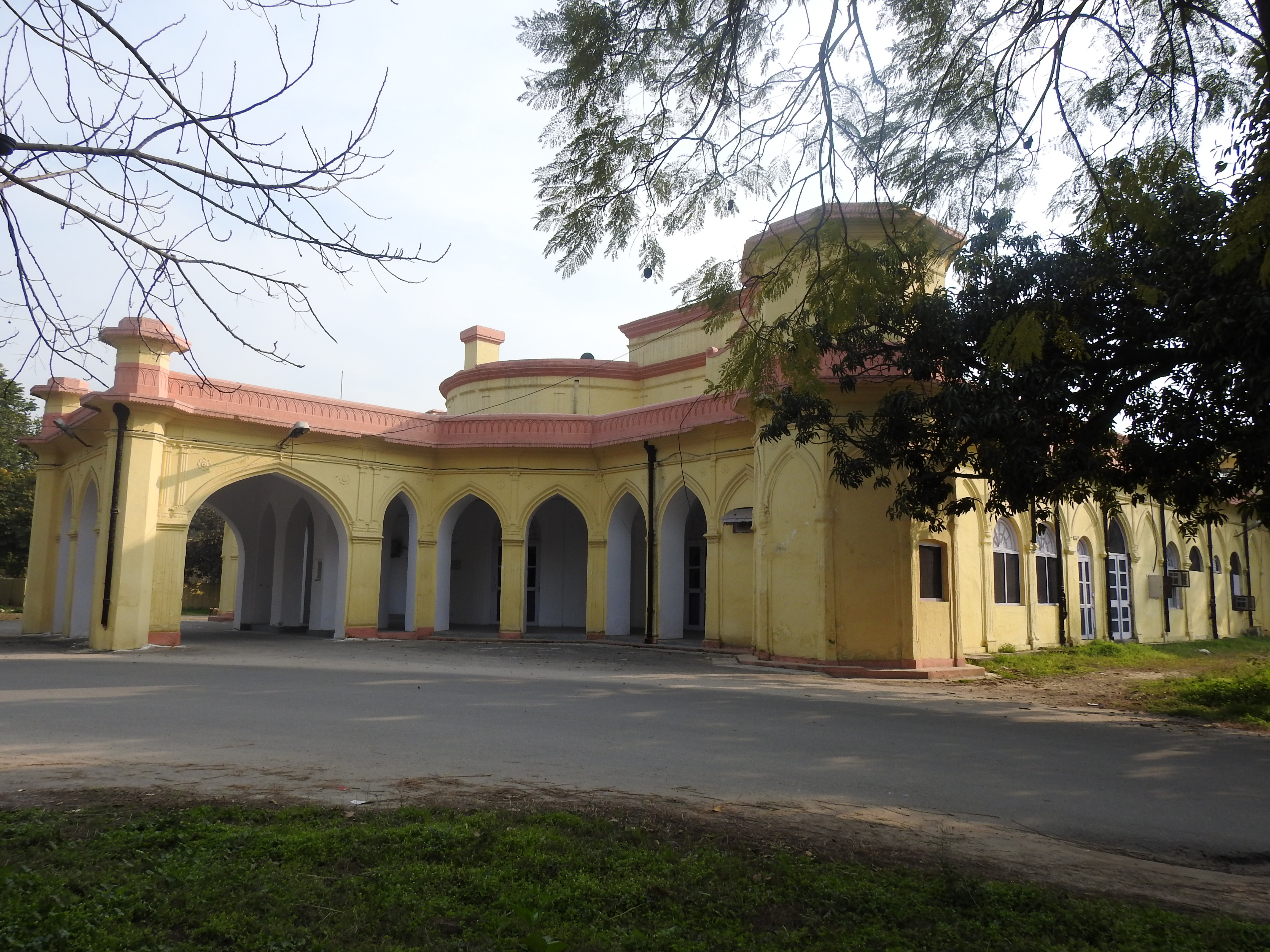
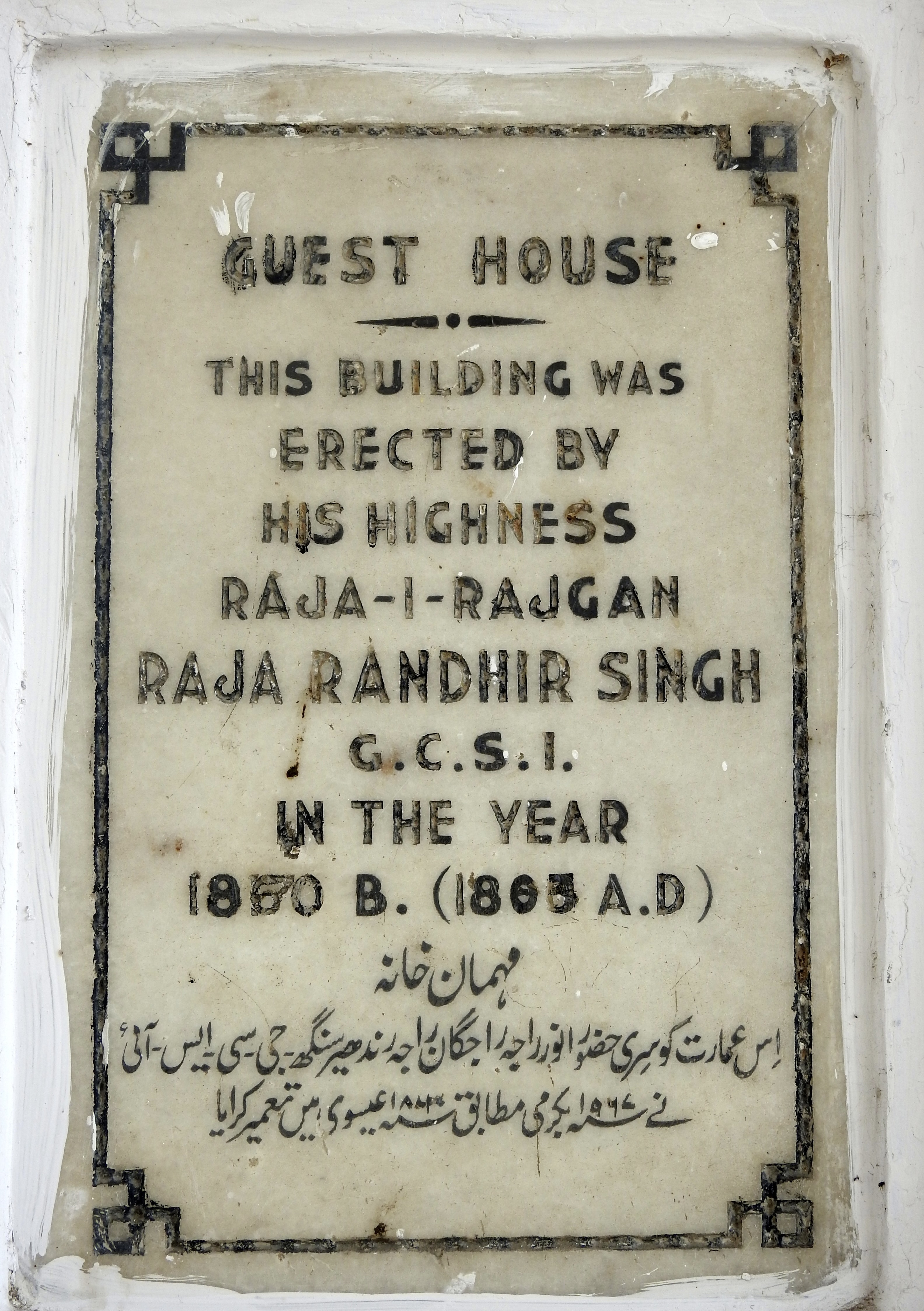

##### NAWAB JASSA SINGH AHLUWALIA GOVERNMENT COLLEGE

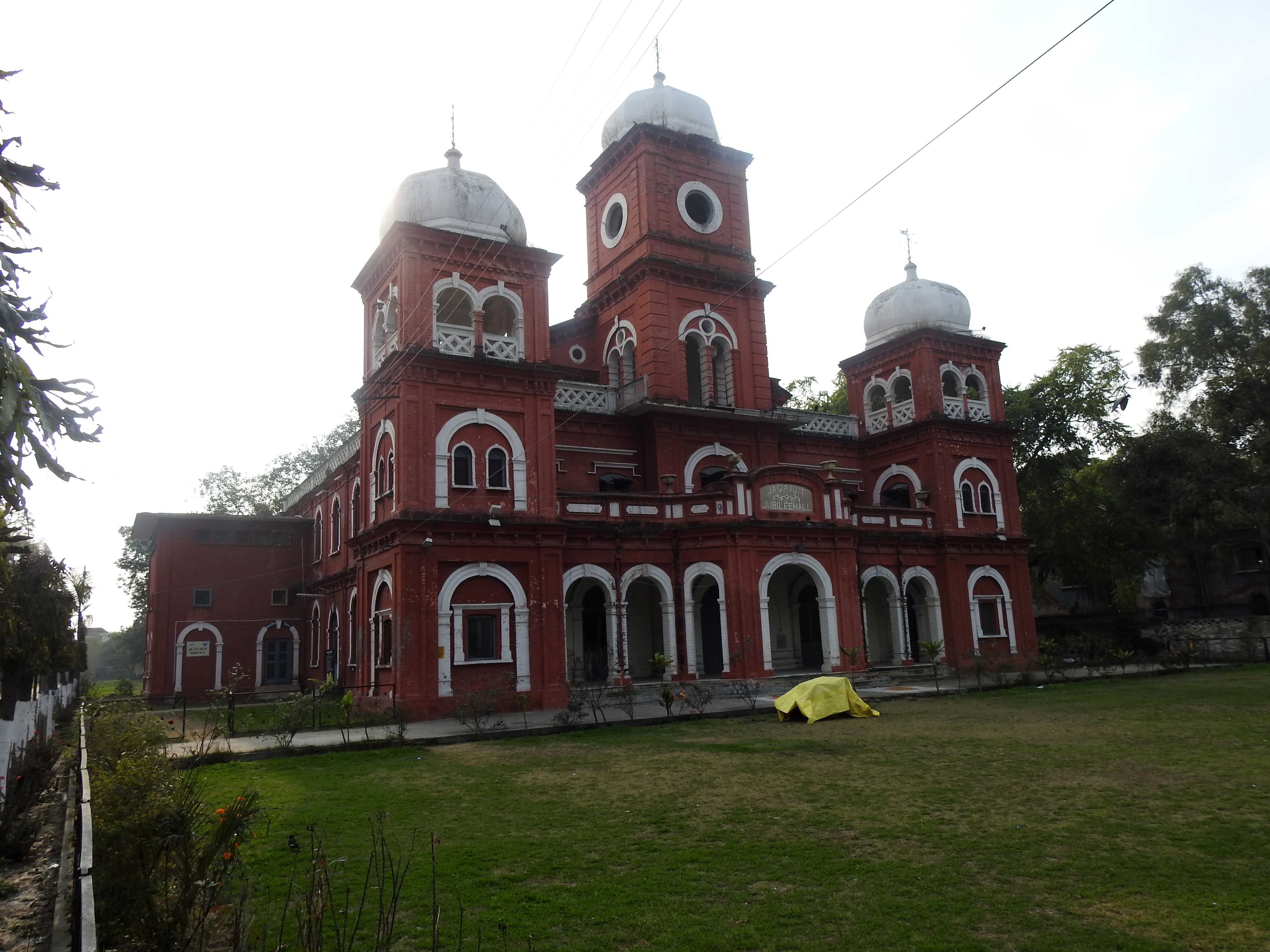
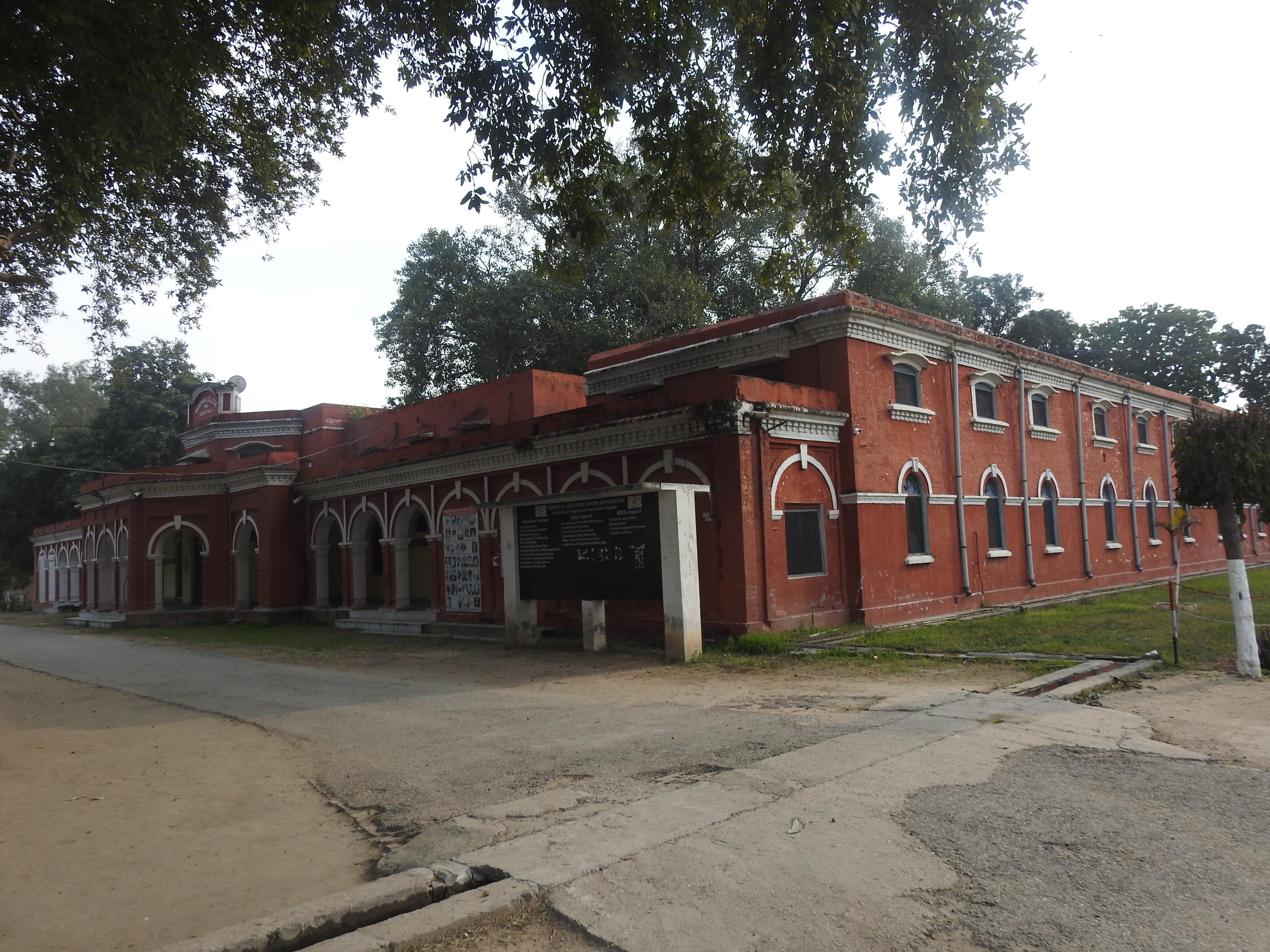

### Heritage sites

#### Moorish Mosque of Kapurthala

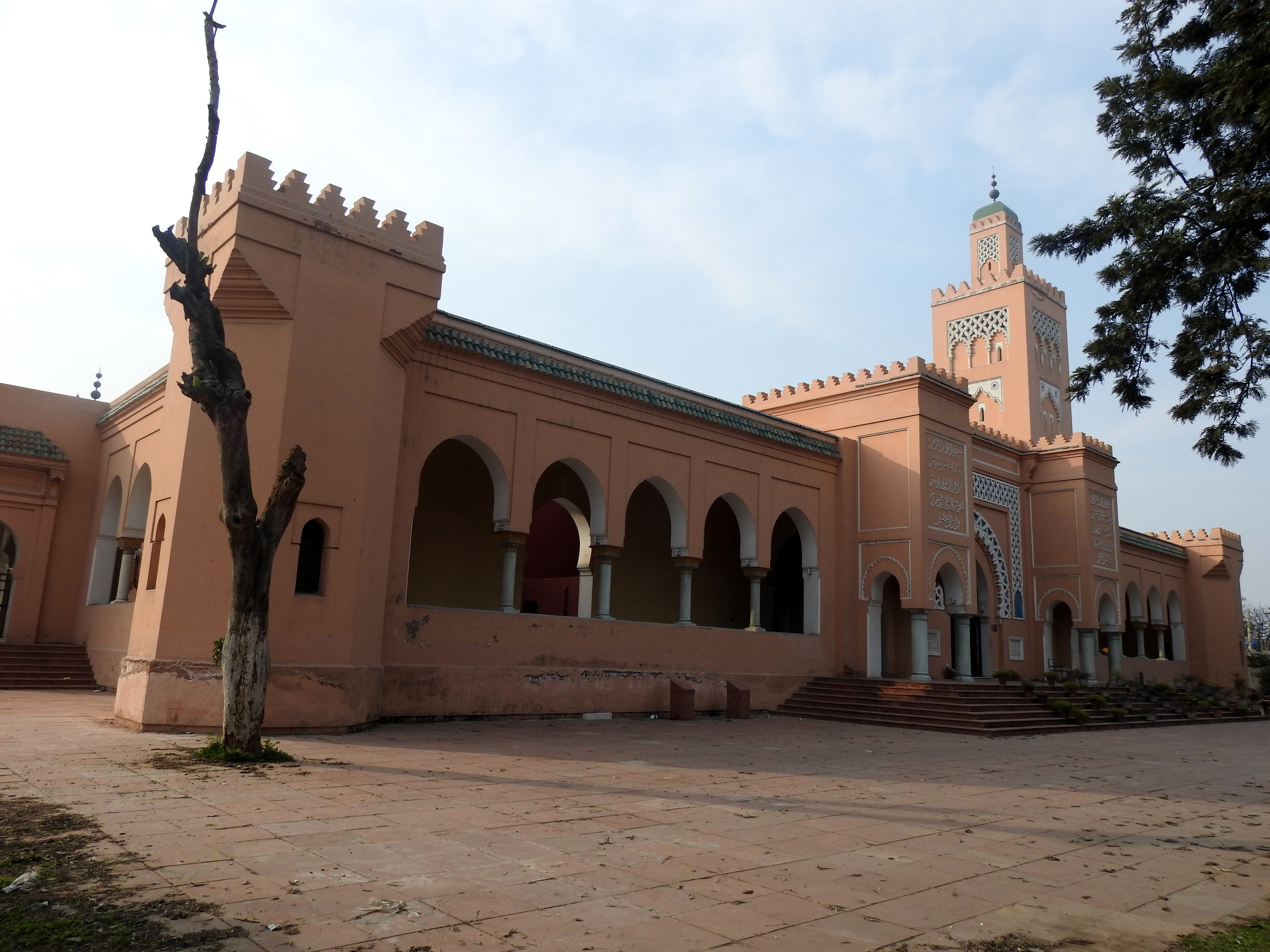
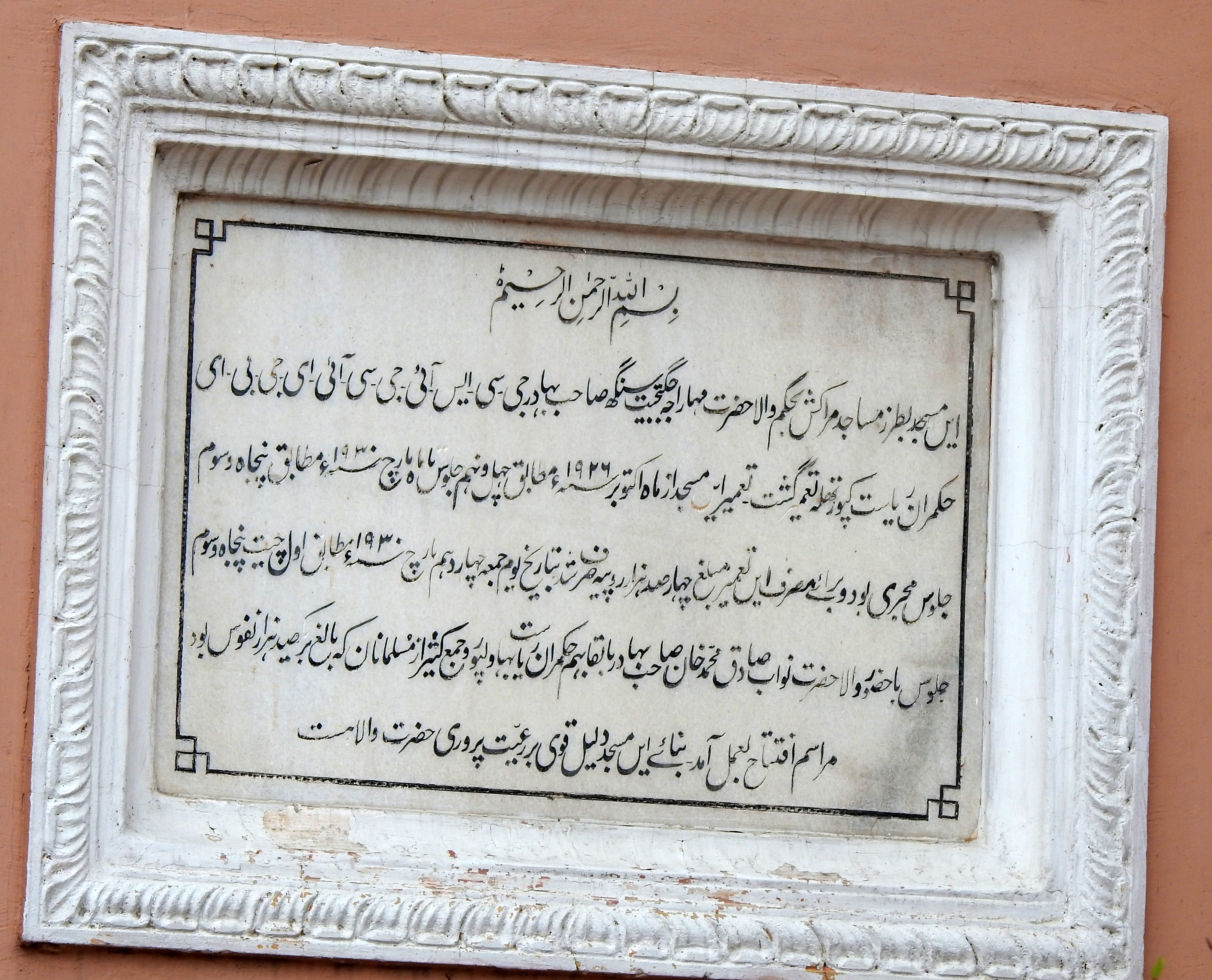
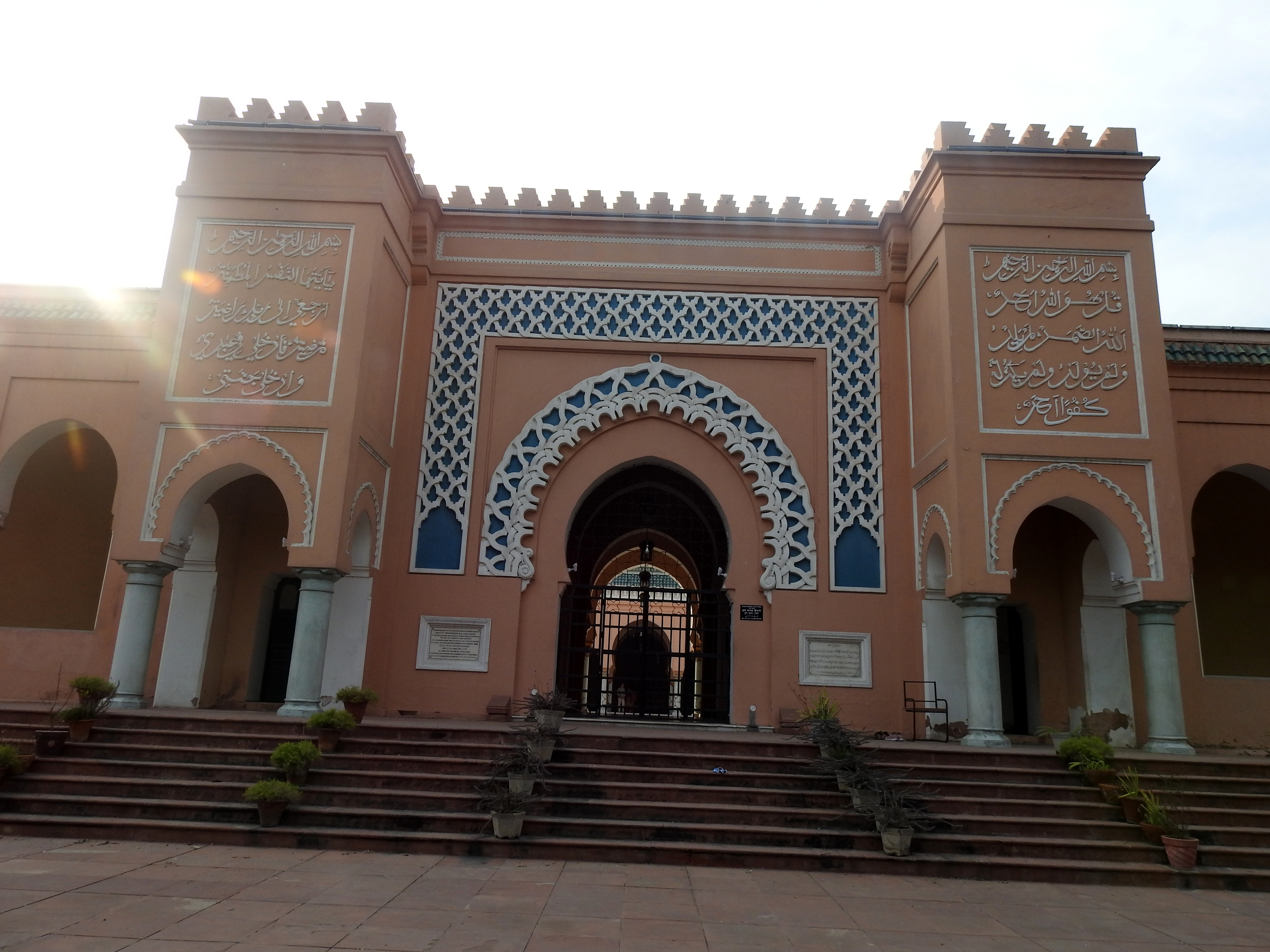
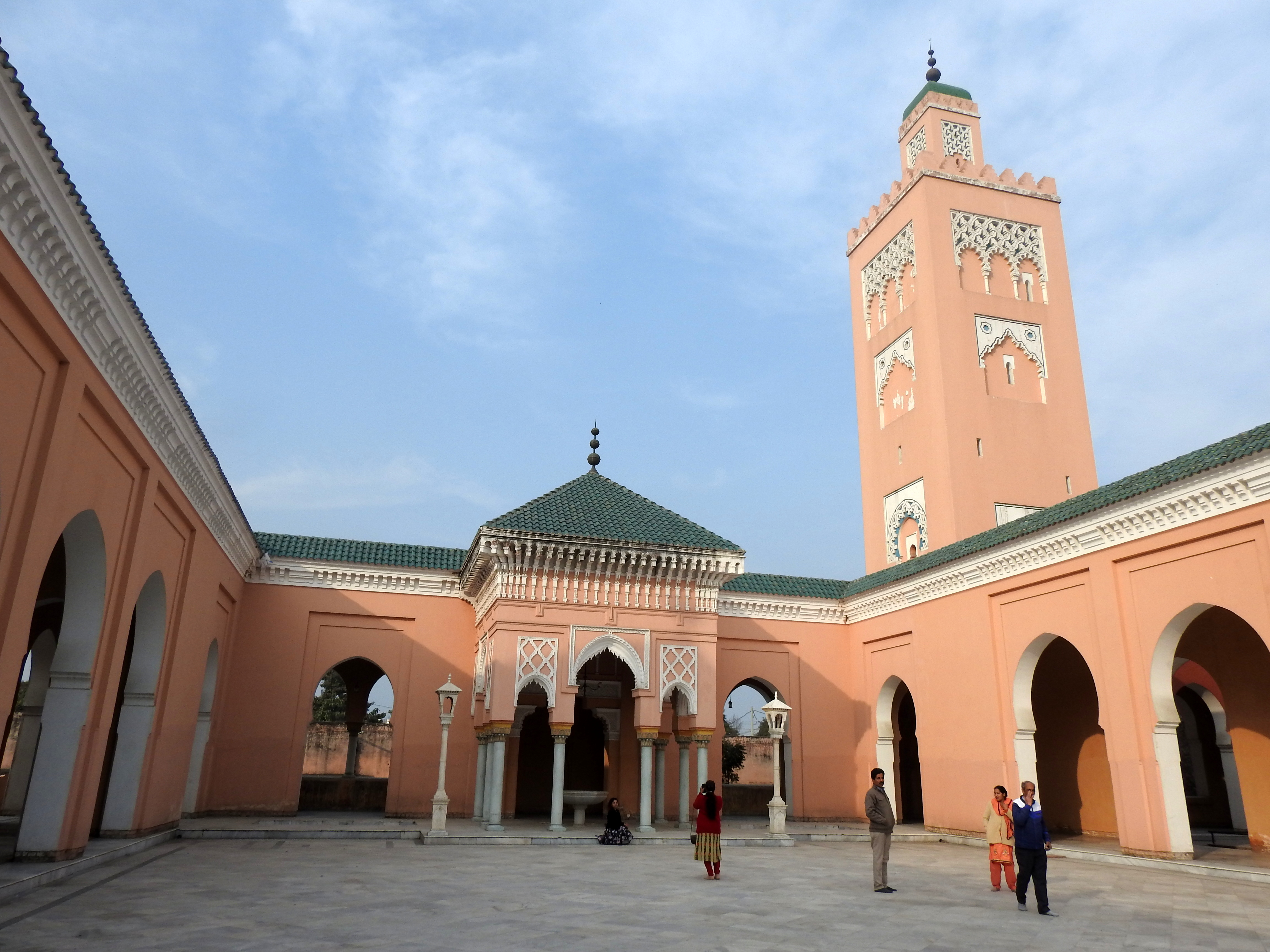
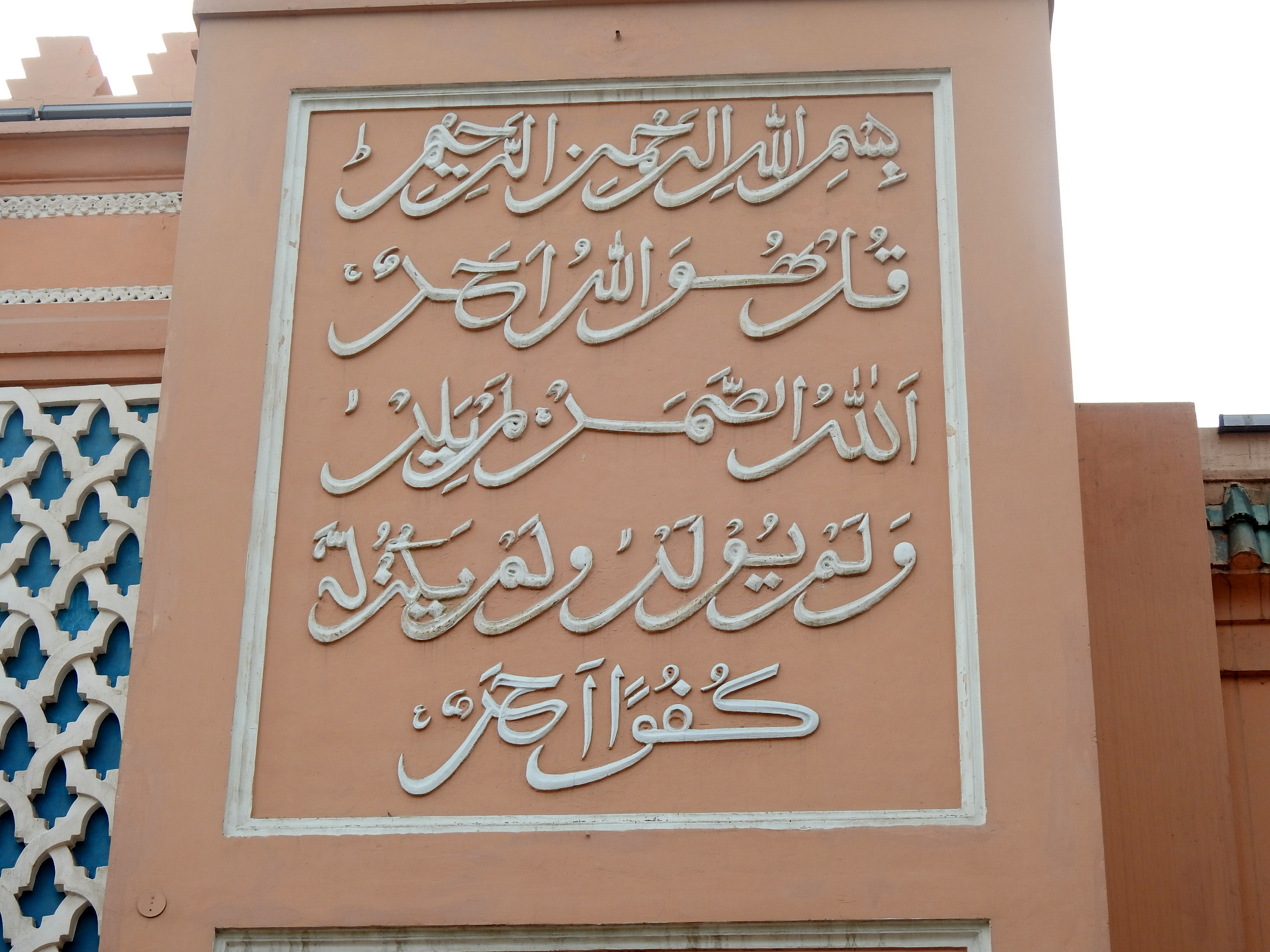
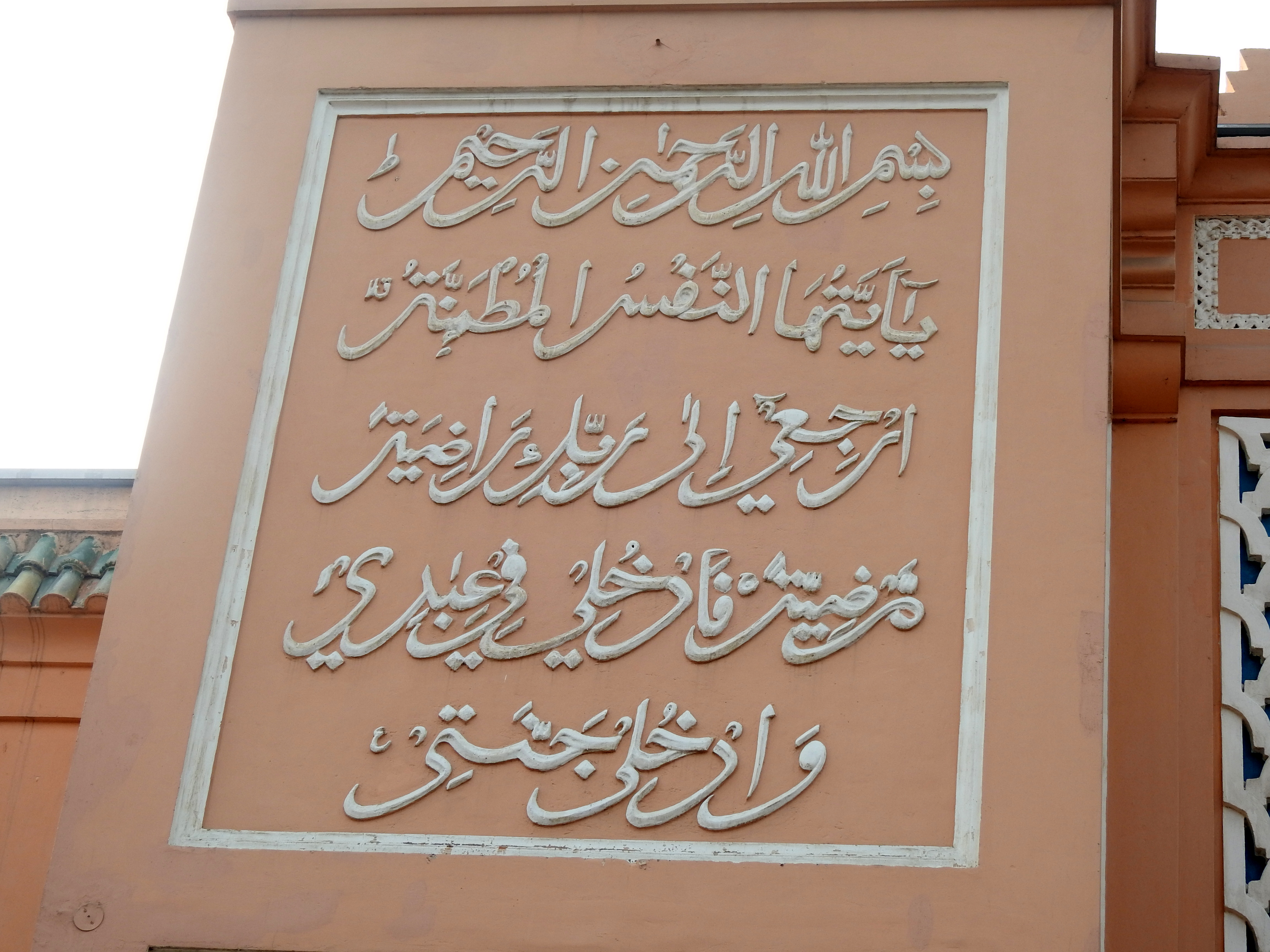

- パンジャーブ地方